# Janti (Tarik)
Janti is een bestuurslaag in het regentschap Sidoarjo van de provincie Oost-Java, Indonesië. Janti telt 2921 inwoners (volkstelling 2010).